# Atlantismo

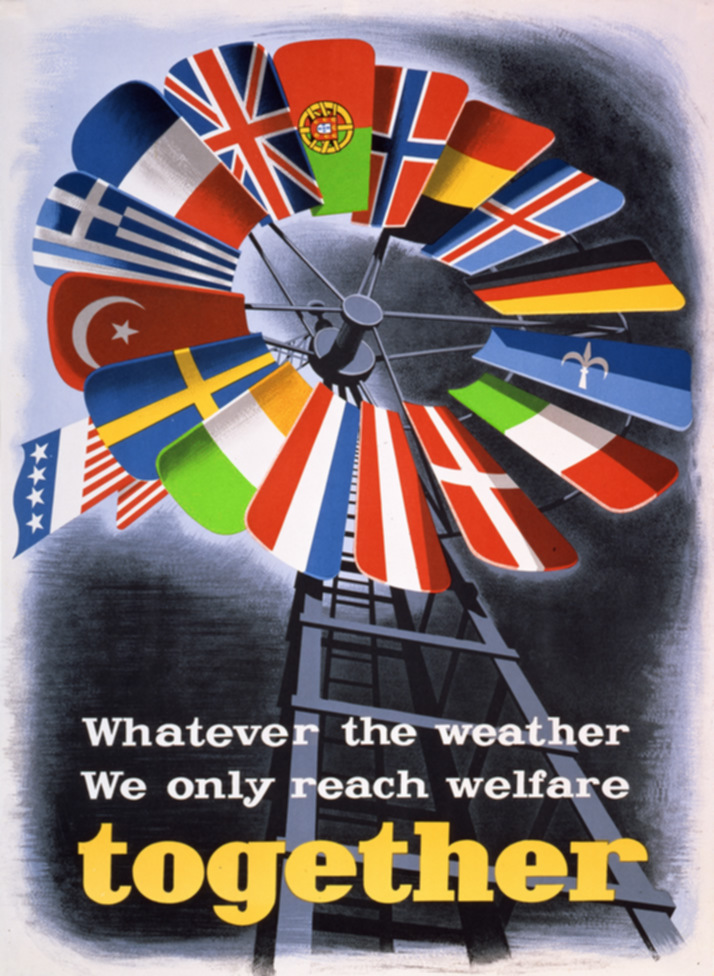
Propaganda americana pós-Segunda Guerra Mundial pregando a unidade entre os Estados Unidos e a Europa.

O atlantismo ou atlanticismo é uma doutrina política que advoga uma intensa cooperação entre os Estados Unidos, Canadá e os países da Europa, nos domínios político, militar e económico, a qual deve ser encorajada e desenvolvida, devido à comunhão de valores entre estes países.
No entanto esta definição apresenta várias imprecisões, quando comparada com as teses liberais e com o conceito americano de neoconservadorismo, os quais apresentam princípios análogos.
Esta doutrina deve o seu nome à Organização do Tratado do Atlântico Norte, fundada em 1949, que assegura uma aliança militar entre a América do Norte e a Europa Ocidental. Na altura da sua fundação, o seu objectivo era o de defender a Europa Ocidental face à ameaça comunista do Bloco de Leste.
Mais tarde, o significado do termo foi alargado, designando uma doutrina política completa, defendida pelos partidários do liberalismo na Europa. Em termos práticos, este termo encontra-se totalmente ausente do vocabulário político norte-americano, quer anglófono, quer francófono.
Depois do início do século XXI, sobretudo nos países francófonos da Europa, o atlantismo é muitas vezes descrito como a defesa do liberalismo económico, da democracia liberal e ainda como suporte à política internacional designada americanismo.
Actualmente, este termo tem uma conotação fortemente negativa, particularmente nos meios esquerdistas e antiglobalização. Na França, o atlantismo enquanto conceito, foi fortemente combatido por Charles de Gaulle.
Na Europa, certos países como o Reino Unido, a Polónia ou os países bálticos, aparentam ser mais favoráveis à ideia de atlantismo. Outros como a França e a Alemanha parecem mais ou menos favoráveis ao atlantismo, dependendo das maiorias parlamentares que se enncontrem no poder. Idêntica situação se passa na Itália e na Espanha, cuja política externa foi muito marcada pelo atlantismo durante os governos de Silvio Berlusconi e José María Aznar.
O mesmo ocorre em Portugal, que faz do atlantismo um dos principais eixos da sua política externa, designadamente pela sua relação de teor político-militar com os Estados Unidos (através da Base Aérea das Lajes) e da forte implementação da sua emigração, sobretudo oriunda dos Açores, para aquele país e para o Canadá. 